# غلاف محدب

پوش محدب: مثال کِش.

در ریاضیات، غلاف محدب یا پوشش محدب (به انگلیسی: convex hull) یا غلاف کوژ مجموعه از نقاط در صفحه اقلیدسی یا فضای اقلیدسی، کوچکترین مجموعه محدبی است که شامل این مجموعه می‌باشد. به عنوان مثال، هنگامی که X یک زیر مجموعه محدود از نقاط در صفحه است، پوشش محدب ممکن است به شکل نواری نشان داده شود که در اطراف X کشیده شده است. برای این که تصور بهتری از پوش محدب به دست آورید، نقاط صفحه را مانند میخ‌هایی در نظر بگیرید که به دیوار کوبیده شده‌اند. حال کش تنگی را در نظر بگیرید که همه میخ‌ها را احاطه کرده است. در این صورت پوش محدب نقاط شکلی خواهد بود که کش به خود می‌گیرد. 
مسئله یافتن پوشش محدب مجموعه نامحدود از نقاط در صفحه یا دیگر فضاهای اقلیدسی یکی از مسائل اساسی در هندسه محاسباتی است.

## الگوریتم‌هایی جهت یافتن پوش محدب
ما در این قسمت دو الگوریتم برای یافتن پوش محدب مجموعه‌ای از نقاط ارائه خواهیم داد. خروجی هر دوی این الگوریتمها رئوس پوش محدب در جهت پادساعتگرد خواهد بود.

## الگوریتم پیمایش گراهام
مجموعه نقاط ورودی را Q در نظر بگیرید. الگوریتم پیمایش گراهام(به انگلیسی: Grham's Scan) با در نظر گرفتن یک پشته از نقاط کاندید، پوش محدب را پیدا می‌کند(ما این پشته راs می نامیم). در این روش همه نقاط یک بار در پشته اضافه می‌شوند و نقاطی که بر روی محیط پوش محدب قرار ندارند در نهایت از پشته حذف می‌شوند و در نتیجه در پایان الگوریتم مجموعه نقاطی که در s قرار دارند همان رئوس پوش محدب است.
شبه کد زیر الگوریتم پیمایش گراهام را پیاده‌سازی می‌کند.
```
1
 
let
 
p
[
0
]
 
be
 
the
 
point
 
in
 
Q
 
with
 
the
 
minimum
 
y
-
coordinate

or
 
the
 
left
 
most
 
such
 
point
 
in
 
case
 
of
 
a
 
tie

2
 
letp
[
1
],
p
[
2
],...,
p
[
m
]
 
be
 
the
 
remaining
 
points
 
in
 
Q
,

sorted
 
by
 
polar
 
angle
 
in
 
counterclockwise
 
order
 
around
 
p
[
0
]

(
if
 
more
 
than
 
one
 
point
 
has
 
the
 
same
 
angle
,
 
remove
 
all
 
but

the
 
one
 
that
 
is
 
farthest
 
from
 
p0
)

3
 
PUSH
(
p
[
0
],
 
S
)

4
 
PUSH
(
p
[
0
],
S
)

5
 
PUSH
(
p
[
2
],
S
)

6
 
for
 
i
 
←
 
3
 
to
 
m

7
 
do
 
while
 
the
 
angle
 
formed
 
by
 
points
 
NEXT
-
TO
-
TOP
(
S
),
 
TOP
(
S
),

and
 
p
[
i
]
 
makes
 
a
 
nonleft
 
turn

8
 
do
 
POP
(
S
)

9
 
PUSH
(
p
[
i
],
S
)

10
 
return
 
S

```

در خط 1 این کد ابتدا از بین نقاط Q نقطه‌ای را که کمترین مختصه y را دارد انتخاب می‌کند و آن را {\displaystyle p_{0}} می نامد. و سپس در خط 2 نقاط باقی‌مانده را نسبت به زاویهٔ قطبی آن‌ها نسبت به {\displaystyle p_{0}} مرتب می‌کند. در این مرتب‌سازی در صورتی که دو نقطه زاویه برابری داشتند آن نقطه‌ای را که فاصله کمتری تا {\displaystyle p_{0}} دارد را حذف می‌کند و در پایان نقاط مرتب شده را درآرایهٔ p قرار می‌دهد و نقاط {\displaystyle p_{0}} و {\displaystyle p_{1}} و {\displaystyle p_{2}} را به پشته s اضافه می‌کند. در خطوط 6 تا 10 که در واقع قسمت اصلی الگوریتم است یک بار کل نقاط s را پرمایش می‌کند. در هر مرحله به ازای هر نقطه {\displaystyle p_{i}} تا زمانی که زاویه بین دو نفر آخر پشته s و {\displaystyle p_{i}} بیش از 180 درجه باشد نفر آخر پشته را حذف می‌کند.
در زیر پیاده‌سازی این الگوریتم در زبان C# آمده‌است.
```
 

using
 
System
;

using
 
System.Collections.Generic
;

using
 
System.Linq
;

using
 
System.Text
;

using
 
System.Threading.Tasks
;

namespace
 
GrahamScan

{

    
class
 
GrahamScan

    
{

        
const
 
int
 
TURN_LEFT
 
=
 
1
;

        
const
 
int
 
TURN_RIGHT
 
=
 
-
1
;

        
const
 
int
 
TURN_NONE
 
=
 
0
;

        
public
 
int
 
turn
(
Point
 
p
,
 
Point
 
q
,
 
Point
 
r
)

        
{

            
return
 
((
q
.
getX
()
 
-
 
p
.
getX
())
 
*
 
(
r
.
getY
()
 
-
 
p
.
getY
())

 
-
 
(
r
.
getX
()
 
-
 
p
.
getX
())
 
*
 
(
q
.
getY
()
 
-
 
p
.
getY
())).
CompareTo
(
0
);

        
}

        
public
 
void
 
keepLeft
(
List
<
Point
>
 
hull
,
 
Point
 
r
)

        
{

            
while
 
(
hull
.
Count
>
 
1
 
&&

 
turn
(
hull
[
hull
.
Count
 
-
 
2
],
 
hull
[
hull
.
Count
 
-
 
1
],
 
r
)
 
!=
 
TURN_LEFT
)

            
{

                
//Removing Point ({0}, {1}) because turning right

                
hull
.
RemoveAt
(
hull
.
Count
 
-
 
1
);

            
}

            
if
 
(
hull
.
Count
 
==
 
0
 
||
 
hull
[
hull
.
Count
 
-
 
1
]
 
!=
 
r
)

            
{

                
//Adding Point ({0}, {1})

                
hull
.
Add
(
r
);

            
}
    

        
}

        
public
 
double
 
getAngle
(
Point
 
p1
,
 
Point
 
p2
)

        
{

            
float
 
xDiff
 
=
 
p2
.
getX
()
 
-
 
p1
.
getX
();

            
float
 
yDiff
 
=
 
p2
.
getY
()
 
-
 
p1
.
getY
();

            
return
 
Math
.
Atan2
(
yDiff
,
 
xDiff
)
 
*
 
180.0
 
/
 
Math
.
PI
;

        
}

        
public
 
List
<
Point
>
 
MergeSort
(
Point
 
p0
,
 
List
<
Point
>
 
arrPoint
)

        
{

            
if
 
(
arrPoint
.
Count
 
==
 
1
)

            
{

                
return
 
arrPoint
;

            
}

            
List
<
Point
>
 
arrSortedInt
 
=
 
new
 
List
<
Point
>
();

            
int
 
middle
 
=
 
(
int
)
arrPoint
.
Count
 
/
 
2
;

            
List
<
Point
>
 
leftArray
 
=
 
arrPoint
.
GetRange
(
0
,
 
middle
);

            
List
<
Point
>
 
rightArray
 
=
 
arrPoint
.
GetRange
(
middle
,
 
arrPoint
.
Count
 
-
 
middle
);

            
leftArray
 
=
 
MergeSort
(
p0
,
 
leftArray
);

            
rightArray
 
=
 
MergeSort
(
p0
,
 
rightArray
);

            
int
 
leftptr
 
=
 
0
;

            
int
 
rightptr
 
=
 
0
;

            
for
 
(
int
 
i
 
=
 
0
;
 
i
 
<
leftArray
.
Count
 
+
 
rightArray
.
Count
;
 
i
++
)

            
{

                
if
 
(
leftptr
 
==
 
leftArray
.
Count
)

                
{

                    
arrSortedInt
.
Add
(
rightArray
[
rightptr
]);

                    
rightptr
++
;

                
}

                
else
 
if
 
(
rightptr
 
==
 
rightArray
.
Count
)

                
{

                    
arrSortedInt
.
Add
(
leftArray
[
leftptr
]);

                    
leftptr
++
;

                
}

                
else
 
if
 
(
getAngle
(
p0
,
 
leftArray
[
leftptr
])
 
<
getAngle
(
p0
,
 
rightArray
[
rightptr
]))

                
{

                    
arrSortedInt
.
Add
(
leftArray
[
leftptr
]);

                    
leftptr
++
;

                
}

                
else

                
{

                    
arrSortedInt
.
Add
(
rightArray
[
rightptr
]);

                    
rightptr
++
;

                
}

            
}

            
return
 
arrSortedInt
;

        
}

        
public
 
List
<
Point
>
 
convexHull
(
List
<
Point
>
 
points
)

        
{

            
//let p[0] be the point in Q with the minimum y-coordinate

        

            
Point
 
p0
 
=
 
null
;

            
foreach
 
(
Point
 
value
 
in
 
points
)

            
{

                
if
 
(
p0
 
==
 
null
)

                    
p0
 
=
 
value
;

                
else

                
{

                    
if
 
(
p0
.
getY
()
>
 
value
.
getY
())

                        
p0
 
=
 
value
;

                
}

            
}

            
//the left most such point in case of a tie

            
List
<
Point
>
 
order
 
=
 
new
 
List
<
Point
>
();

            
order
.
Add
(
p0
);

            
foreach
 
(
Point
 
value
 
in
 
points
)

            
{

                
if
 
(
p0
 
!=
 
value
)

                    
order
.
Add
(
value
);

            
}

            
//sorted by polar angle in counterclockwise order around p[0]

            
//if more than one point has the same angle, remove it

            
order
 
=
 
MergeSort
(
p0
,
 
order
);
           

            
//add first 3  point

            
List
<
Point
>
 
result
 
=
 
new
 
List
<
Point
>
();

            
result
.
Add
(
p0
);

            
result
.
Add
(
order
[
0
]);

            
result
.
Add
(
order
[
1
]);

            
//remove 2 element form order list

            
order
.
RemoveAt
(
0
);

            
order
.
RemoveAt
(
0
);

            
//Current Convex Hull           

            
foreach
 
(
Point
 
value
 
in
 
order
)

            
{

                
keepLeft
(
result
,
 
value
);

            
}

            
return
 
result
;

        
}

       

    
}

}

```

## پیچیدگی الگوریتم پیمایش گراهام
در این جا نشان می‌دهیم که زمان اجرای الگوریتم گراهام از {\displaystyle O(nlogn)\,\!} است. خط 1 الگوریتم زمان {\displaystyle O(n)\,\!} را مصرف می‌کند چون یک جستجوی ساده بر روی نقاط است. خط 2 الگوریتم را در صورتی که با الگوریتم مرتب‌سازی ادغامی پیاده‌سازی کنیم در زمان {\displaystyle O(nlogn)\,\!} اجرا شود. در قسمت‌های بعد نیز ما فقط با پشته s کار می‌کنیم و چون هر نقطه دقیقاً یک بار به پشته اضافه می‌شد و حداکثر یک بار از آن حذف می‌شود پس بقیه کد نیز در زمان {\displaystyle O(n)\,\!} اجرا می‌شود پس در کل الگوریتم پیمایش گراهام در زمان {\displaystyle O(nlogn)\,\!} اجرا می‌شود.

## الگوریتمJarvis's march

نمونه‌ای از فرایند اجرای الگوریتمJarvis's march.

Jarvis's march از روشی به نام بسته‌بندی بسته(به انگلیسی: package wrapping)برای یافتن پوش محدب مجموعه Q از نقاط صفحه استفاده می‌کند.
این الگوریتم به این صورت عمل می‌کند که ابتدا نقاط را بر اساس مختص Yشان مرتب کرده و در صورتی که Y برابری داشته باشد بر اساس X آن‌ها را مرتب می‌کند و در آرایهٔ P نگه می‌دارد. در این صورت نقطه {\displaystyle p[0]} حتماً یکی از نقاط پوش محدب است. پس آن را در یک آرایه به نام C وارد می‌کند. حال از بین سایر نقاط نقطه‌ای را پیدا می‌کند که کمترین زاویهٔ قطبی را وابسته به نقطه {\displaystyle p[0]} دارد و آن را نیز در آرایهٔ C اضافه می‌کند و همین فرایند را برای نقطه {\displaystyle p[1]} تکرار می‌کند تا این که به آخرین نقطه آرایهٔ p برسد. به مجموعه کنونی که در C قرار دارد زنجیره راست (به انگلیسی: right chain) می‌گوییم.
برای ساختن زنجیره چپ (به انگلیسی: left chain) از {\displaystyle p[n]} (آخرین نقطهٔ مجموعه P)شروع کردهودوباره نقطه‌ای را انتخاب می‌کنیم که نسبت به {\displaystyle p[n]} کمترین زاویه قطبی را دارد اما این بار نسبت به قسمت منفی محور X و آن نقطه را نیز به مجموعهٔ C اضافه می‌کنیم و این کار را برای این نقطه تکرار می‌کنیم تا به نقطه {\displaystyle p[0]} اولیه بر گردیم. در این صورت مجموعه C ساخته شده همان پوش محدب مورد نظر است.

## پیچیدگی الگوریتم
این الگوریتم از {\displaystyle O(nh)\,\!}است که در آن n تعداد نقاط است و h تعداد رئوس پوش محدب است. زیرا به ازای هر کدام از رئوس پوش محدب یک بار هر یک از نقاط را با عملی از {\displaystyle O(1)\,\!} چک می‌کنیم.